# The Osbournes
The Osbournes ist eine Doku-Soap über das Leben des Rockmusikers Ozzy Osbourne, seiner Frau Sharon, seines Sohnes Jack und seiner Tochter Kelly. Die Sendung wurde zwischen 2002 und 2004 in drei Produktionsstaffeln produziert und zwischen 2002 und 2005 je nach Zählweise in vier oder fünf Sendestaffeln auf MTV ausgestrahlt.
In der Show wird das  Alltagsleben der Osbournes thematisiert, aber auch Ozzys Alkoholprobleme und Sharons Krebserkrankung. Die Soap bekam einen Emmy-Award.
Ozzy verhalf diese Show zu einem Comeback. Sein 2002 veröffentlichter Song Dreamer schaffte es in die Charts. Nach dem Erfolg der Sendung nahm Kelly eine Platte auf (Shut up) und Jack bekam eine eigene Sendung (Jack Osbourne: Adrenaline Junkie). Nur Ozzys und Sharons älteste Tochter Aimee weigerte sich, an der Serie teilzunehmen, und ist darin nur selten zu sehen. Während der Drehzeiten bekamen sowohl Kelly als auch Jack Probleme mit Alkohol und anderen Drogen und beide mussten eine Entziehungskur machen.